# SN 1999du
SN 1999du – supernowa typu Ia odkryta 22 września 1999 roku w galaktyce A010705-0007. Jej maksymalna jasność wynosiła 21,29m.